# Cryptolabis pachyphallus
Cryptolabis pachyphallus är en tvåvingeart som beskrevs av Alexander 1943. Cryptolabis pachyphallus ingår i släktet Cryptolabis och familjen småharkrankar. Inga underarter finns listade i Catalogue of Life.